# Gabriela Kopáčová
Gabriela Kopáčová (ur. 24 czerwca 1998 w Czeskich Budziejowicach) – czeska siatkarka, grająca na pozycji atakującej. 

## Sukcesy klubowe
Mistrzostwo Czech:
- 2022[1]
- 2017[2]

## Sukcesy reprezentacyjne
Liga Europejska:
- 2018[3]